# Северные морские котики
Северные морские котики (лат. Callorhinus) — род морских млекопитающих из семейства ушастых тюленей, традиционно относимого к группе ластоногих (лат. Pinnipedia). Возможно, относится к базальной радиации этого семейства. Ареал рода охватывает север Тихого океана.

## Виды
В роде северных морских котиков один современный и один древний вид:
- Callorhinus ursinus Linnaeus, 1758 — Северный морской котик, единственный современный вид рода, обитает в прибрежных областях северной части Тихого океана от Японии до юга Калифорнии (США)[2];
- † Callorhinus gilmorei Berta & Demere, 1986 — в плиоцене был распространён в северной части Тихого океана, ископаемые остатки обнаружены в Мексике (север Баха-Калифорнии), США (Калифорния) и Японии[3].